# 90817 Doylehall
90817 Doylehall este un asteroid din centura principală de asteroizi.

## Descriere
90817 Doylehall este un asteroid din centura principală de asteroizi. A fost descoperit pe 1 septembrie 1995 la observatorul AMOS din Haleakala. Asteroidul prezintă o orbită caracterizată de o semiaxă mare de 2,71 ua, o excentricitate de 0,13 și o înclinație de 7,3° în raport cu ecliptica.